# James Hayman (Regisseur)
James Powell Hayman (manchmal als Jim Hayman aufgeführt) ist ein US-amerikanischer Film- und Fernsehregisseur sowie ehemaliger Kameramann.

## Leben
Hayman arbeitet seit 1984 als Regisseur, überwiegend für Fernsehfilme und -serien. So inszenierte er unter anderem Episoden von Jake und McCabe – Durch dick und dünn, Für alle Fälle Amy, Ugly Betty, Die himmlische Joan, Die Sopranos, Emergency Room – Die Notaufnahme, Superman – Die Abenteuer von Lois & Clark, Law & Order: Special Victims Unit, Dr. House, Murder One, One West Waikiki und Law & Order. 2010 inszenierte er den Fernsehfilm Die Rache der Brautjungfern und 2011 Die 12 Weihnachts-Dates.
Hayman ist seit 1990 mit der Schauspielerin Annie Potts verheiratet, mit der er zwei Söhne hat.

## Filmografie (Auswahl)
- 1991–1995: Ausgerechnet Alaska (Northern Exposure, 5 Episoden)
- 1992–1993: Law & Order (2 Episoden)
- 1993–1994: Go West (4 Episoden)
- 1994–1995: Emergency Room – Die Notaufnahme (ER, 3 Episoden)
- 1998, 2001: Alabama Dreams (3 Episoden)
- 1999–2003: Für alle Fälle Amy (Judging Amy, 16 Episoden)
- 2002: Die Sopranos (The Sopranos, 1 Episode)
- 2003–2005: Die himmlische Joan (Joan of Arcadia, 9 Episoden)
- 2006–2007: Ugly Betty (8 Episoden)
- 2009: Sorority Wars (Fernsehfilm)
- 2010: Die Rache der Brautjungfern (Revenge of the Bridesmaids, Fernsehfilm)
- 2011: Die 12 Weihnachts-Dates (12 Dates of Christmas, Fernsehfilm)
- 2012–2013: Hart of Dixie (5 Episoden)
- seit 2014: Navy CIS: New Orleans (NCIS: New Orleans)